# Korps Kaupisch
Het Duitse Korps Kaupisch was een Duits legerkorps van de Wehrmacht tijdens de Tweede Wereldoorlog en genoemd naar zijn commandant, General der Flieger Leonard Kaupisch. Het korps kwam alleen in actie tijdens de Poolse Veldtocht. 

## Krijgsgeschiedenis

### Oprichting
Het Korps Kaupisch werd opgericht op 9 september 1939 uit Grenzschutz-Abschnittkommando 1 in de Poolse Corridor.

### Inzet
Op 9 september 1939 maakte de 207e Infanteriedivisie van Grenzschutz-Abschnittkommando 1, komend vanuit West-Pommeren, in de Poolse Corridor contact met Brigade Eberhard, komend vanuit Danzig. Deze gecombineerde strijdmacht werd nu Korps Kaupisch genoemd. Dezelfde dag werd de kust ten noorden van Gdynia bereikt en was deze stad, het doel van het Korps, geheel omsingeld. Na een paar dagen van stevige gevechten werd de stad op 14 september ingenomen, maar het duurde nog 5 dagen voor ook de omliggende gebieden gezuiverd waren van Poolse troepen. Het schiereiland Hela kon pas op 1 oktober geheel ingenomen worden. Totaal had het korps 18.000 gevangenen gemaakt.

Korps Kaupisch werd op 19 september 1939 omgedoopt in Militärbefehlshaber Danzig-Westpreußen. En die werd vervolgens op 7 november 1939 omgedoopt tot Höheres Kommando z.b.V. XXXI.

## Bovenliggende bevelslagen
| Leger    | Legergroep        | Plaats/regio    | Begin            | Eind            |
| -------- | ----------------- | --------------- | ---------------- | --------------- |
| 4. Armee | Heeresgruppe Nord | Poolse corridor | 9 september 1939 | 7 november 1939 |

## Commandant
| Rang                | Naam             | Begin            | Eind            |
| ------------------- | ---------------- | ---------------- | --------------- |
| General der Flieger | Leonard Kaupisch | 9 september 1939 | 7 november 1939 |